# Samonac
Samonac est une commune du Sud-Ouest de la France, dans le département de la Gironde (région Nouvelle-Aquitaine).

## Géographie

### Localisation
Commune de l'aire d'attraction de Bordeaux située dans l'unité urbaine de Bourg sur le vignoble des Côtes-de-Bourg.

### Communes limitrophes
Les communes limitrophes sont  Bayon-sur-Gironde, Bourg, Comps, Lansac, Mombrier, Saint-Ciers-de-Canesse, Saint-Seurin-de-Bourg et Saint-Trojan.
| Saint-Ciers-de-Canesse | Saint-Trojan          | Mombrier |
| Comps                  | Samonac               | Lansac   |
| Bayon-sur-Gironde      | Saint-Seurin-de-Bourg | Bourg    |

### Climat
Pour des articles plus généraux, voir Climat de la Nouvelle-Aquitaine et Climat de la Gironde.
Historiquement, la commune est exposée à un climat océanique aquitain.  
En 2020, Météo-France publie une typologie des climats de la France métropolitaine dans laquelle la commune est exposée à un climat océanique et est dans la région climatique  Aquitaine, Gascogne, caractérisée par une pluviométrie abondante au printemps, modérée en automne, un faible ensoleillement au printemps, un été chaud (19,5 °C), des vents faibles, des brouillards fréquents en automne et en hiver et des orages fréquents en été (15 à 20 jours).
Pour la période 1971-2000, la température annuelle moyenne est de 12,9 °C, avec une amplitude thermique annuelle de 14,6 °C. Le cumul annuel moyen de précipitations est de 892 mm, avec 12,3 jours de précipitations en janvier et 6,4 jours en juillet. Pour la période 1991-2020, la température moyenne annuelle observée sur la station météorologique la plus proche, située sur la commune de Saint-Gervais à 10,39 km à vol d'oiseau, est de 13,9 °C et le cumul annuel moyen de précipitations est de 824,9 mm,. Pour l'avenir, les paramètres climatiques de la commune estimés pour 2050 selon différents scénarios d’émission de gaz à effet de serre sont consultables sur un site dédié publié par Météo-France en novembre 2022.

## Urbanisme

### Typologie
Au 1er janvier 2024, Samonac est catégorisée commune rurale à habitat dispersé, selon la nouvelle grille communale de densité à sept niveaux définie par l'Insee en 2022.
Elle appartient à l'unité urbaine de Bourg, une agglomération intra-départementale regroupant sept  communes, dont elle est une commune de la banlieue,,. Par ailleurs la commune fait partie de l'aire d'attraction de Bordeaux, dont elle est une commune de la couronne,. Cette aire, qui regroupe 275 communes, est catégorisée dans les aires de 700 000 habitants ou plus (hors Paris),.

### Occupation des sols

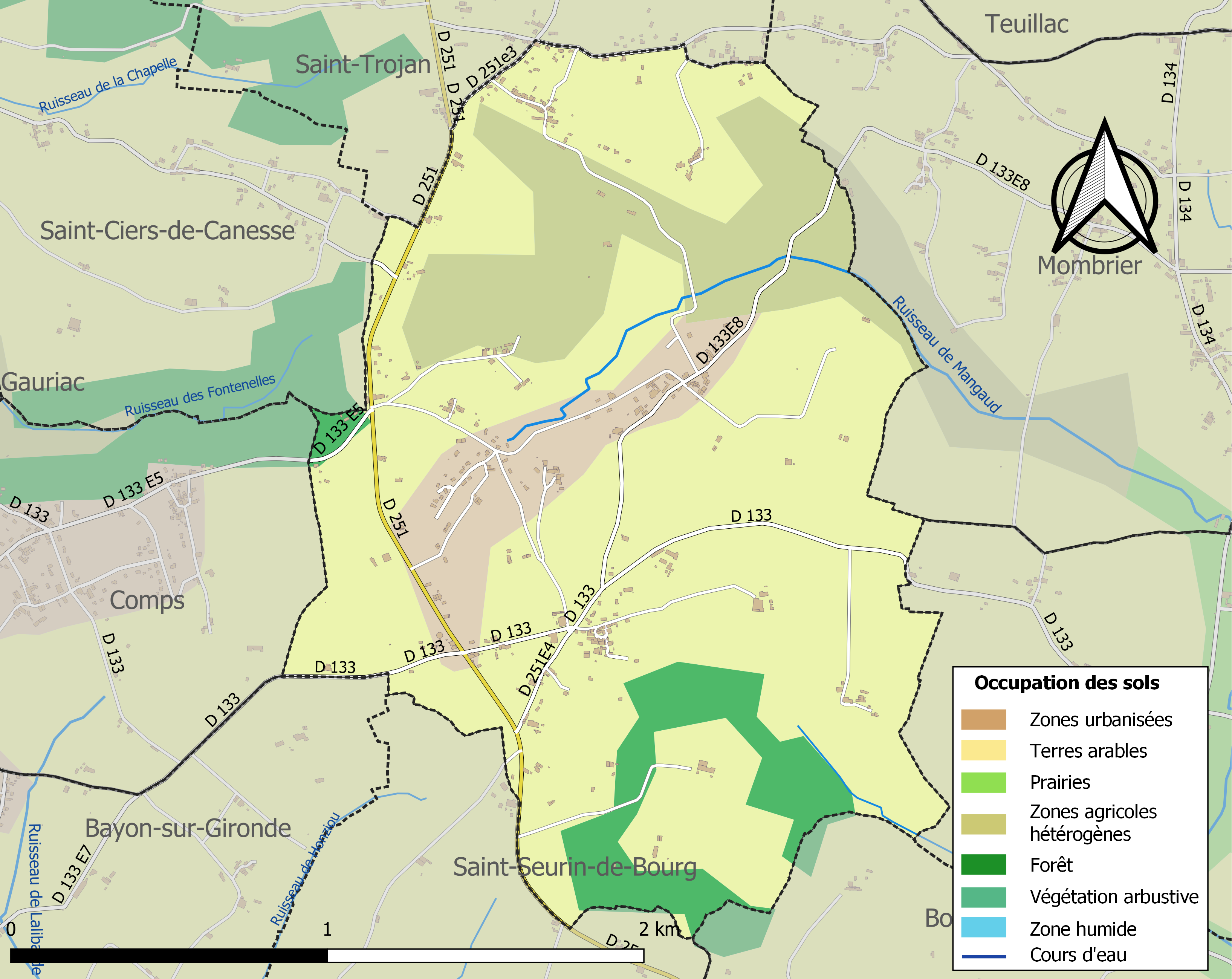
Carte des infrastructures et de l'occupation des sols de la commune en 2018 (CLC).

L'occupation des sols de la commune, telle qu'elle ressort de la base de données européenne d’occupation biophysique des sols Corine Land Cover (CLC), est marquée par l'importance des territoires agricoles (83,6 % en 2018), en diminution par rapport à 1990 (92,7 %). La répartition détaillée en 2018 est la suivante : 
cultures permanentes (68,2 %), zones agricoles hétérogènes (15,4 %), zones urbanisées (9,1 %), forêts (7,3 %). L'évolution de l’occupation des sols de la commune et de ses infrastructures peut être observée sur les différentes représentations cartographiques du territoire : la carte de Cassini (XVIIIe siècle), la carte d'état-major (1820-1866) et les cartes ou photos aériennes de l'IGN pour la période actuelle (1950 à aujourd'hui).

### Risques majeurs
Le territoire de la commune de Samonac est vulnérable à différents aléas naturels : météorologiques (tempête, orage, neige, grand froid, canicule ou sécheresse) et séisme (sismicité faible). Un site publié par le BRGM permet d'évaluer simplement et rapidement les risques d'un bien localisé soit par son adresse soit par le numéro de sa parcelle.

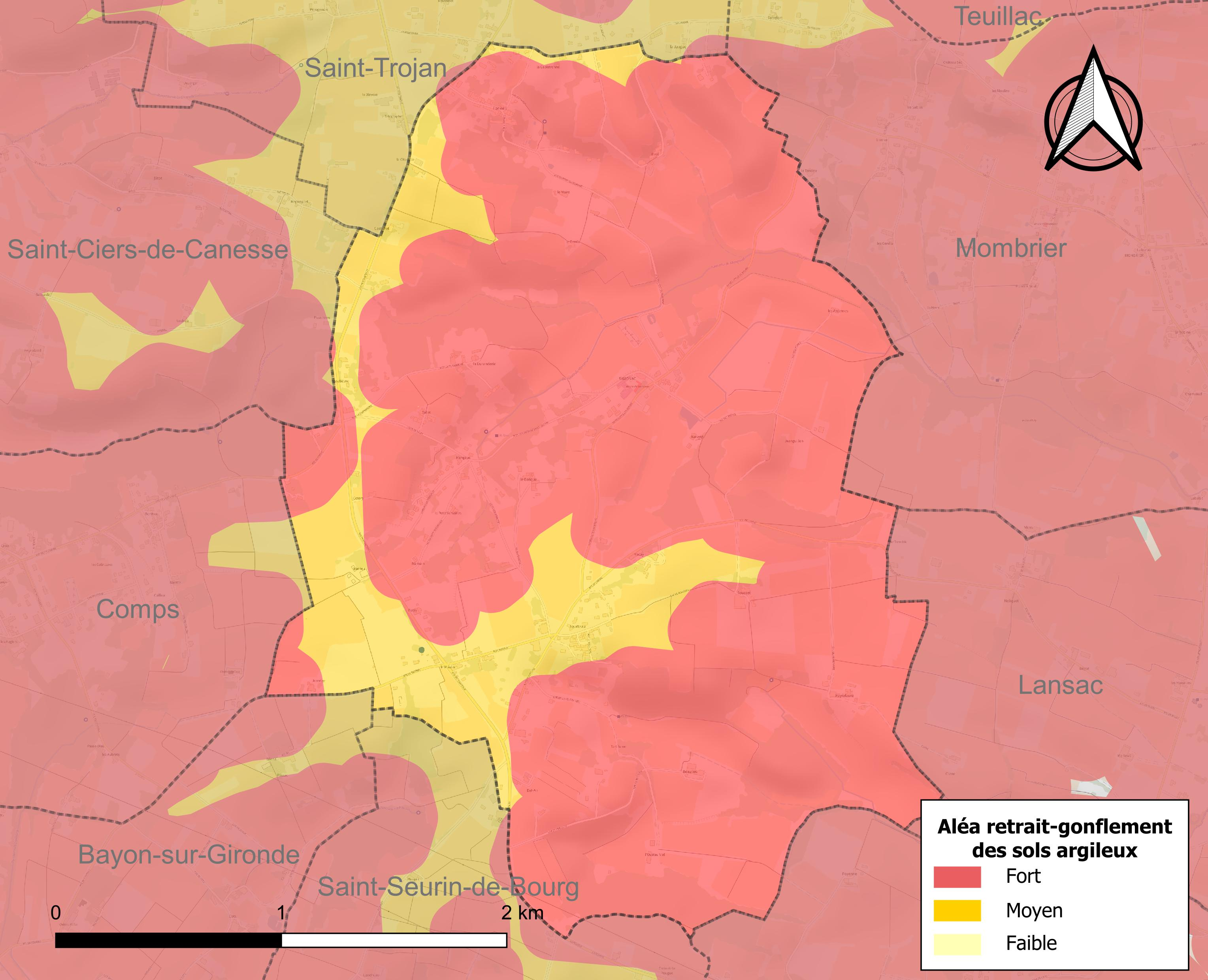
Carte des zones d'aléa retrait-gonflement des sols argileux de Samonac.

Le retrait-gonflement des sols argileux est susceptible d'engendrer des dommages importants aux bâtiments en cas d’alternance de périodes de sécheresse et de pluie. La totalité de la commune est en aléa moyen ou fort (67,4 % au niveau départemental et 48,5 % au niveau national). Sur les 210 bâtiments dénombrés sur la commune en 2019, 210 sont en aléa moyen ou fort, soit 100 %, à comparer aux 84 % au niveau départemental et 54 % au niveau national. Une cartographie de l'exposition du territoire national au retrait gonflement des sols argileux est disponible sur le site du BRGM,.
La commune a été reconnue en état de catastrophe naturelle au titre des dommages causés par les inondations et coulées de boue survenues en 1982, 1988, 1992, 1999, 2009 et 2013, par la sécheresse en 2003, 2005 et 2010 et par des mouvements de terrain en 1999.

## Politique et administration
| Période                                  | Période  | Identité               | Étiquette | Qualité  |
| ---------------------------------------- | -------- | ---------------------- | --------- | -------- |
| mars 2001                                | 2014     | Bernard Sou            |           |          |
| mars 2014                                | En cours | Marie-Lise Giovannucci |           | Employée |
| Les données manquantes sont à compléter. |          |                        |           |          |

## Démographie
L'évolution du nombre d'habitants est connue à travers les recensements de la population effectués dans la commune depuis 1793. Pour les communes de moins de 10 000 habitants, une enquête de recensement portant sur toute la population est réalisée tous les cinq ans, les populations de référence des années intermédiaires étant quant à elles estimées par interpolation ou extrapolation. Pour la commune, le premier recensement exhaustif entrant dans le cadre du nouveau dispositif a été réalisé en 2006.

En 2022, la commune comptait 471 habitants, en évolution de +9,79 % par rapport à 2016 (Gironde : +6,91 %, France hors Mayotte : +2,11 %).
| 1793 | 1800 | 1806 | 1821 | 1831 | 1836 | 1841 | 1846 | 1851 |
| ---- | ---- | ---- | ---- | ---- | ---- | ---- | ---- | ---- |
| 530  | 423  | 479  | 487  | 507  | 498  | 482  | 509  | 516  |

| 1856 | 1861 | 1866 | 1872 | 1876 | 1881 | 1886 | 1891 | 1896 |
| ---- | ---- | ---- | ---- | ---- | ---- | ---- | ---- | ---- |
| 500  | 490  | 524  | 533  | 535  | 480  | 446  | 464  | 452  |

| 1901 | 1906 | 1911 | 1921 | 1926 | 1931 | 1936 | 1946 | 1954 |
| ---- | ---- | ---- | ---- | ---- | ---- | ---- | ---- | ---- |
| 472  | 489  | 468  | 430  | 434  | 381  | 360  | 341  | 368  |

| 1962 | 1968 | 1975 | 1982 | 1990 | 1999 | 2006 | 2011 | 2016 |
| ---- | ---- | ---- | ---- | ---- | ---- | ---- | ---- | ---- |
| 336  | 350  | 349  | 367  | 388  | 377  | 397  | 436  | 429  |

| 2021 | 2022 | - | - | - | - | - | - | - |
| ---- | ---- | - | - | - | - | - | - | - |
| 457  | 471  | - | - | - | - | - | - | - |

## Culture locale et patrimoine

### Lieux et monuments

#### L'église Saint-Martin

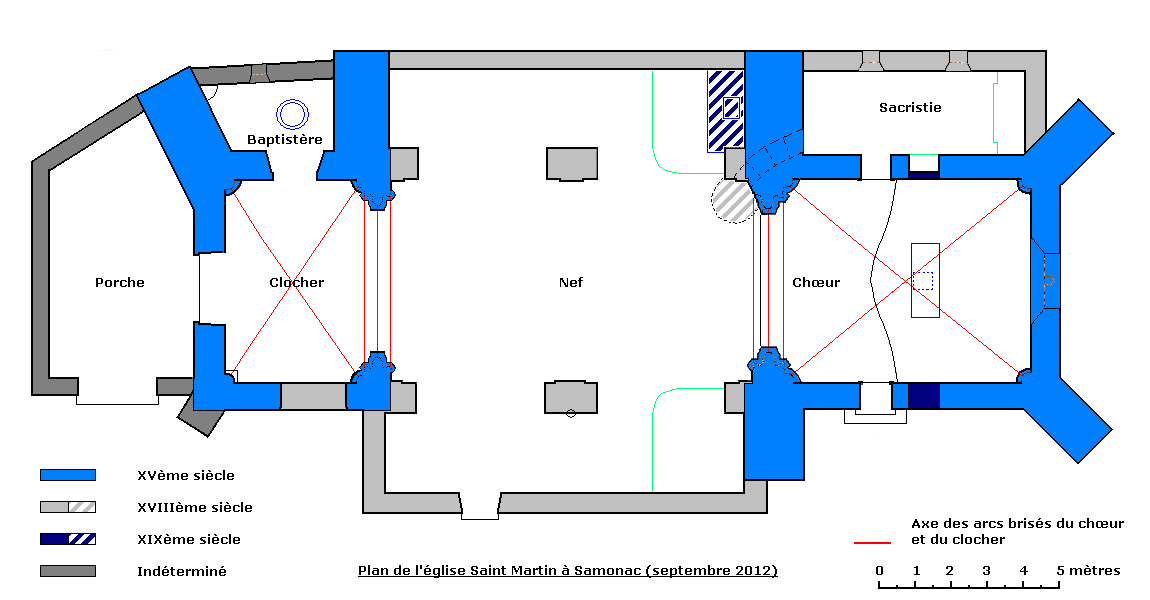
Plan de l'église Saint-Martin.

Le chevet de l'église, sous le vocable de saint Martin, est inscrit à l'inventaire supplémentaire des monuments historiques le 21 décembre 1925, et la chaire à prêcher en pierres taillées est classée au titre "objet" le 29 mars 1971.
Bien que le patronage de saint Martin de Tours suggère une paroisse fondée aux temps mérovingiens, l'église ne comporte aucune trace de construction antérieure au XVe siècle. Son plan initial comprenait une nef unique non voûtée précédée d'un clocher-porche de plan barlong et un chœur rectangulaire orienté Est/Sud-est, proportionnellement assez vaste, plus élevé que la nef, et à chevet plat. La travée du clocher et le chœur sont voûtés sur arcs ogivaux; les piliers et les colonnettes supportant les arcs ne comportent aucun chapiteau, formant un mouvement continu de la base à la clef. Le chœur est élégant, la travée du clocher montrant un art moins assuré. Le chevet comporte une large baie à arcs brisés dont le décor gothique flamboyant forme des fenêtres géminées. Un portail du même style donnant primitivement accès à l'église dans le mur sud du clocher a été muré. De puissants contreforts cantonnent le chœur et le clocher.

Une campagne de travaux à la fin du XVIIIe siècle ouvre un portail à arc surbaissé dans le mur ouest du clocher (porte datée 1787), actuellement précédé d'un porche large et rustique ouvrant au sud, et édifie deux étroits bas-côtés séparés de la nef par des arcs en plein cintre formant deux travées (août 1789). Une chaire en pierres sculptées de style baroque est édifiée en 1791 à l'angle nord-est de la nef; de forme demi-hexagonale, elle est ornée de guirlandes de feuillage, et dans son panneau central d'un bas-relief représentant le don par Saint Martin de la moitié de son manteau à un pauvre d'Amiens transi de froid; le pauvre ne se voit plus, ayant été bûché en 1794 par le prêtre constitutionnel de la paroisse converti au culte de l'Être suprême. La nef et les bas-côtés sont voûtés en berceau d'août à octobre 1892. L'édifice comprend également un petit baptistère pris entre les contreforts nord du clocher, et une sacristie, probablement construite en même temps que les bas-côtés, prise entre les contreforts nord du chœur. Les vitraux sont contemporains, dont une série de quatre fermant les fenêtres des bas-côté, qui traitent différents thèmes de la vie de saint Martin de Tours, sont datés de 1912. Au cours d'une campagne de rénovation survenue en 1993, un nouveau maître-autel en pierre est installé dans le chœur en conformité avec la liturgie du concile Vatican II, et l'ancien maître autel datant de 1872 est déplacé et rebâti dans le collatéral nord. Ce nouvel autel est consacré par le cardinal Pierre Eyt le 5 décembre 1993. 
L'église présente extérieurement un aspect austère, ayant pour seules décorations la baie flamboyante du chevet et une moulure courant sur le soubassement des constructions des XVe et XVIe siècles. Cette baie et le portail d'entrée mis à part, toutes les ouvertures sont arquées en plein cintre. Ses dimensions intérieures sont de 22,50 mètres du portail ouest au mur du chevet, dont 8 mètres pour le chœur, sur une largeur de 5,75 mètres pour les travées du chœur, de la nef et du clocher. Les dimensions de la nef sont de 10 mètres d'est en ouest, et de 12 mètres du nord au sud avec ses bas-côtés.

#### Ancienne croix de cimetière
Visitant l'église de Samonac le 6 octobre 1851, Léo Drouyn décrit et dessine la croix du cimetière. Le cimetière a été déplacé en 1880, et la croix, encore debout la même année, a aussi disparu. Ce petit monument du XVIe siècle avait un riche décor de 12 niches, disposées sur un fût carré comprenant trois étages, et contenant des statues de saints, bien détériorées quand Drouyn les décrit. Le fût, cassé aux trois quarts, était terminé par une croix moderne. Il reposait sur un socle carré supporté par trois marches. Le dessin réalisé par Léo Drouyn (mais non pas son eau-forte) représente en arrière-plan une partie de l'église, indiquant ainsi que cette croix était sensiblement au même endroit que le monument aux morts de la commune.

#### Monument aux morts

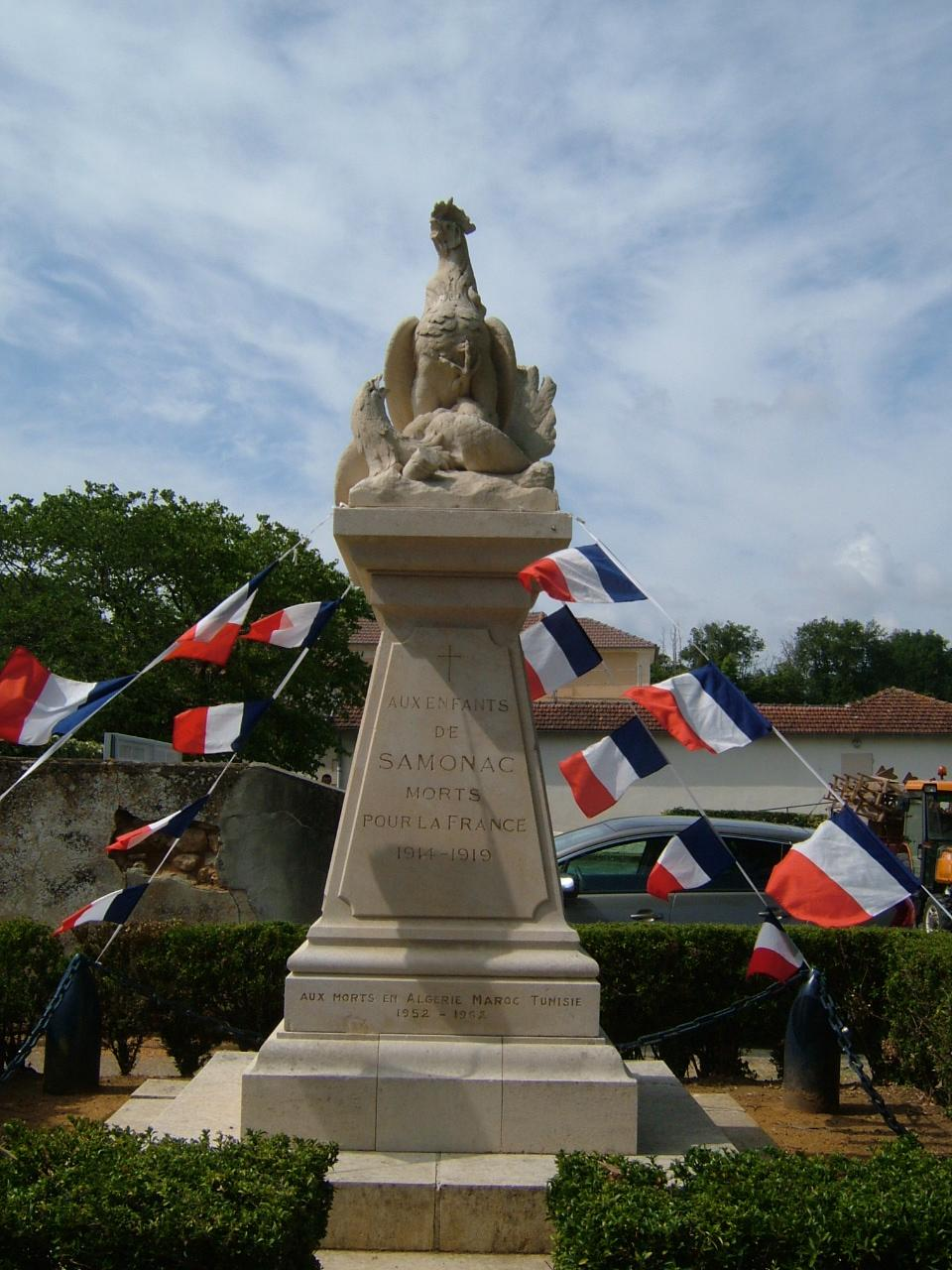
Monument aux morts, le 14 juillet 2011.

Faisant face à l'entrée du porche de l'église, le monument pour les morts de la Première Guerre mondiale est érigé en 1920. Deux marches supportent le socle, de plan rectangulaire, formé de deux étages parallélépipédiques reliés par une doucine renversée et d'une pyramide tronquée. Un bloc en forte saillie forme la corniche de la pyramide tronquée et sert de base au groupe statuaire qui couronne le tout. Le socle porte sur sa face avant l'inscription « Aux enfants de Samonac morts pour la France 1914-1919 », et sur ses faces latérales 21 noms de jeunes hommes; la face arrière porte en inscription 1939-1940 et deux noms. La base avant du socle est également inscrite d'une dédicace « Aux morts en Algérie Maroc Tunisie 1952-1962 », conflits pour lesquels la commune n'a déploré aucun mort. Le monument est surmonté d'un groupe animalier, allégorie de la victoire sur l'Empire allemand, représentant un coq terrassant un aigle; un obus fiché dans le sol en avant des deux oiseaux, et, derrière eux, un casque à pointe renversé sur le sol et un tronc de chêne mutilé reverdissant viennent appuyer l'allégorie. L'œuvre est signée E.Raoul, sculpteur oublié.

### Héraldique
| Blason de Samonac | Blason  | Tiercé en pairle renversé : au 1er d'or à un cep de vigne de tenné, fruité de pourpre, feuillé de sinople et tuteuré de sable, au 2e de gueules à un léopard d'or armé et lampassé d'azur, au 3e d'azur à trois fasces ondées d'argent et à une coquille d'or brochante.                                      |
| Blason de Samonac | Détails | Le cep de vigne est pour l'activité viticole de la commune, le léopard est repris des armes de Guyenne, les ondes sont pour la fontaine miraculeuse de saint Justin et enfin la coquille est pour les nombreux pèlerins de Saint-Jacques-de-Compostelle qui passaient par le village. Adopté en octobre 2021. |

## Galerie de photos

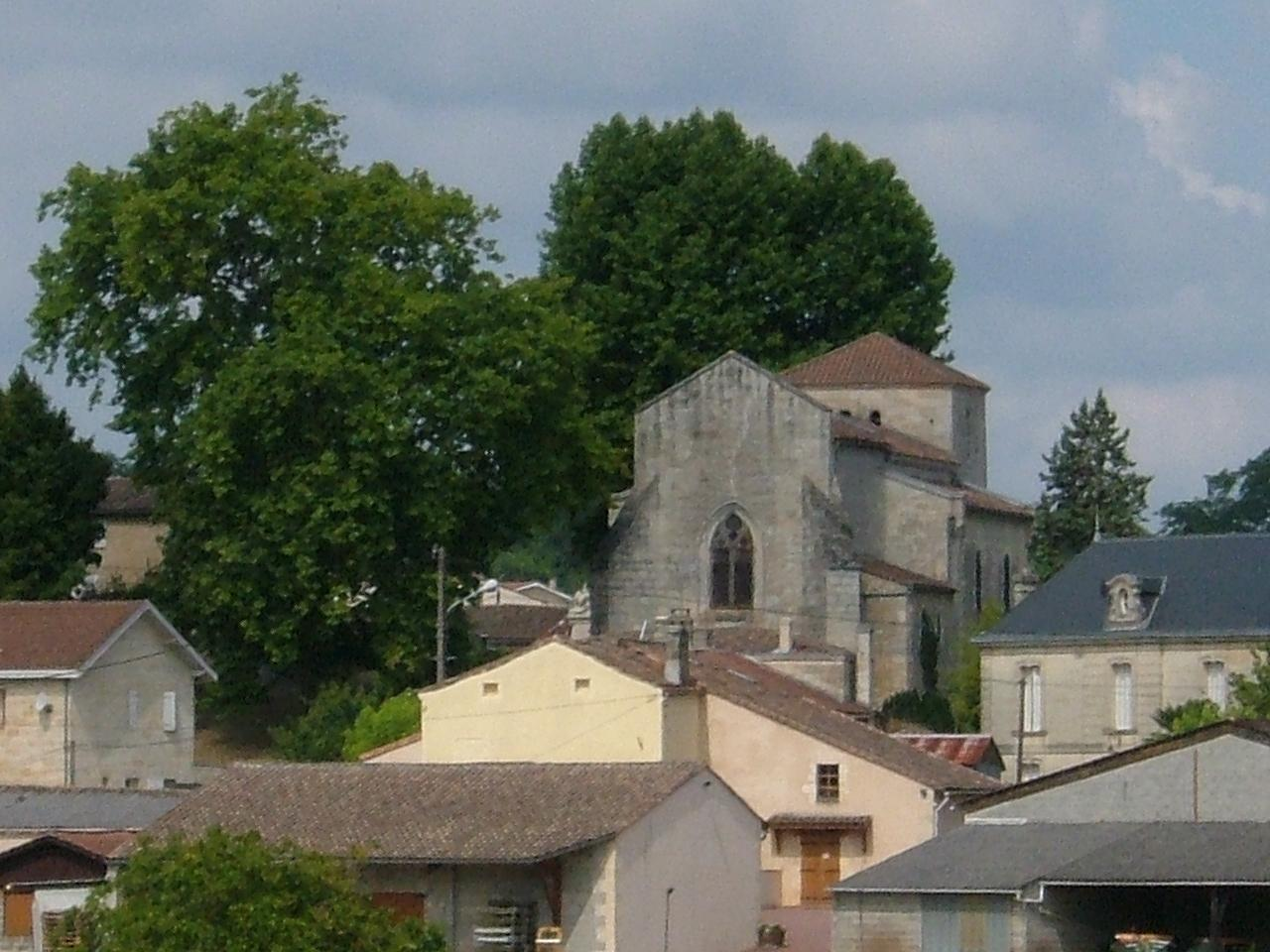
Le bourg et l'église vus de l'est.
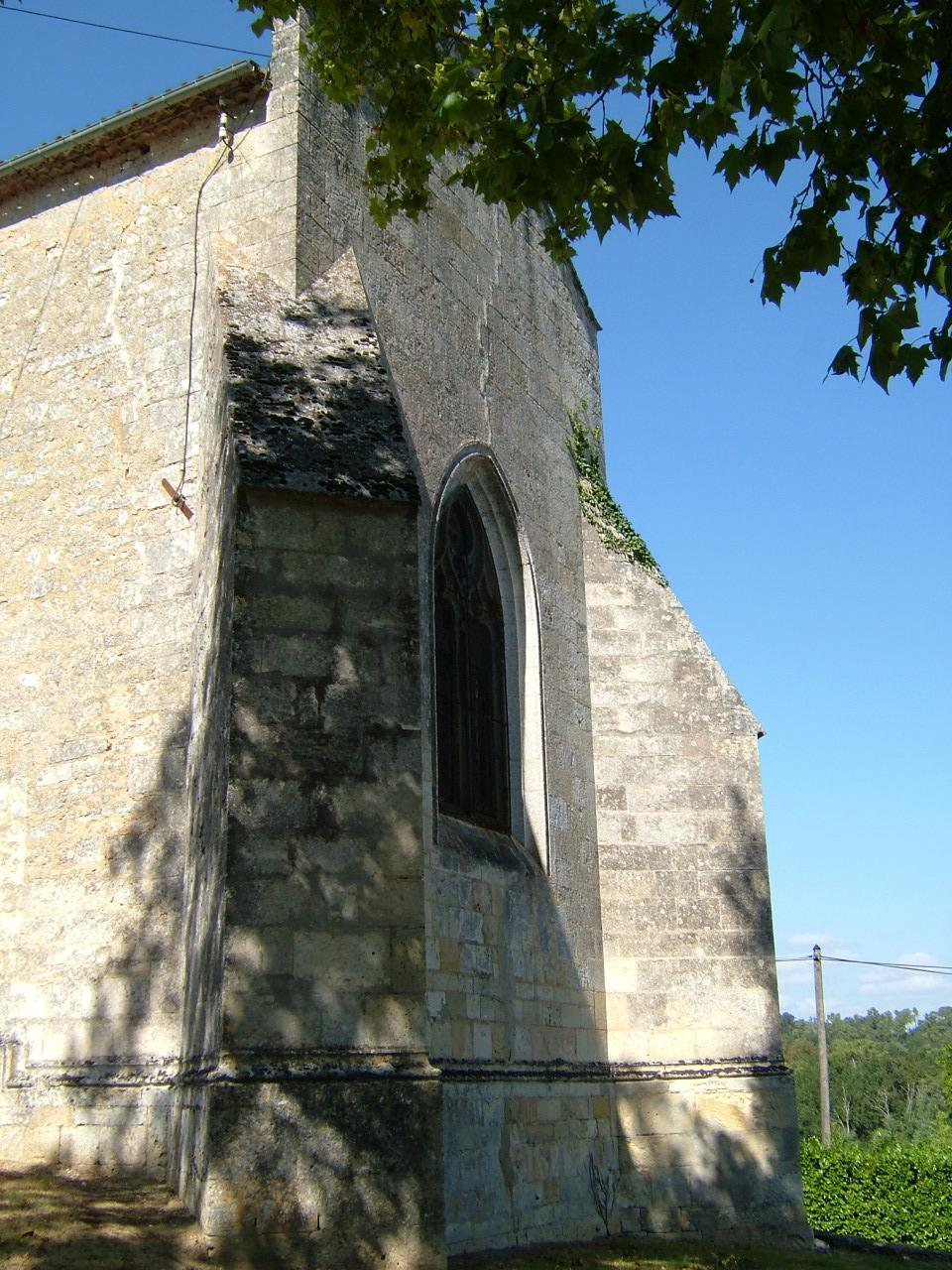
Chevet plat de l'église.
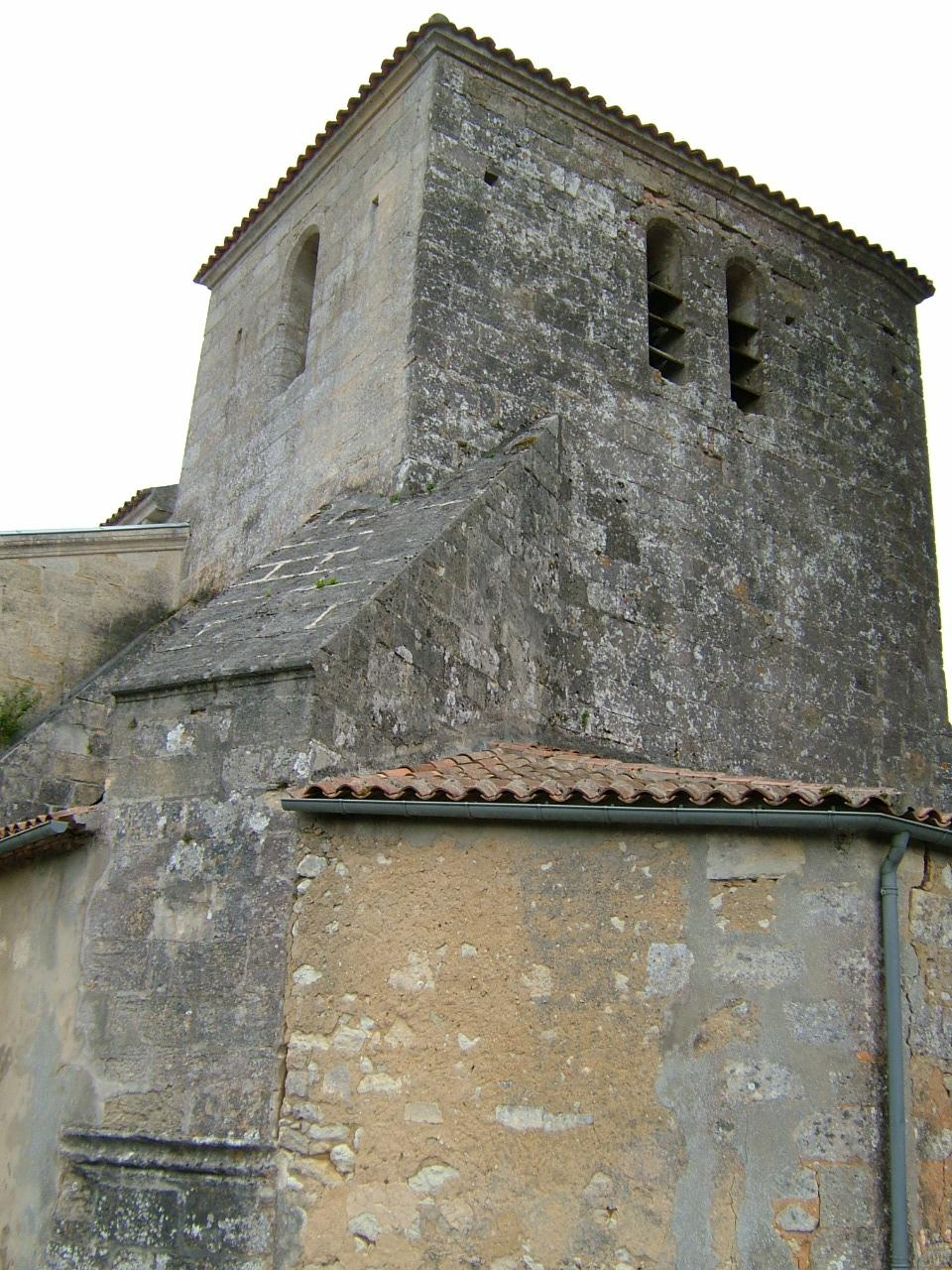
Le clocher et son contrefort nord-ouest.
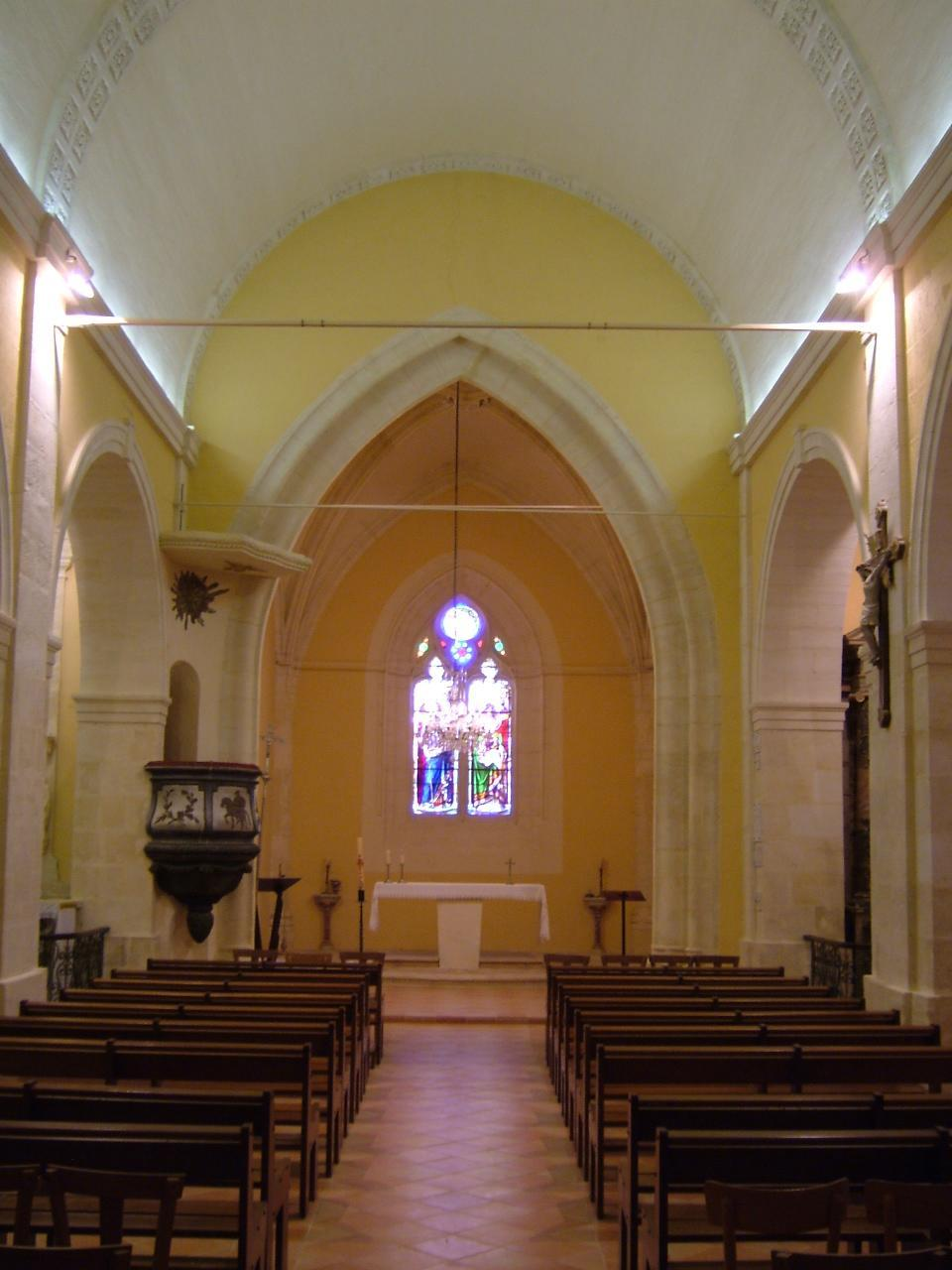
Intérieur de l'église.
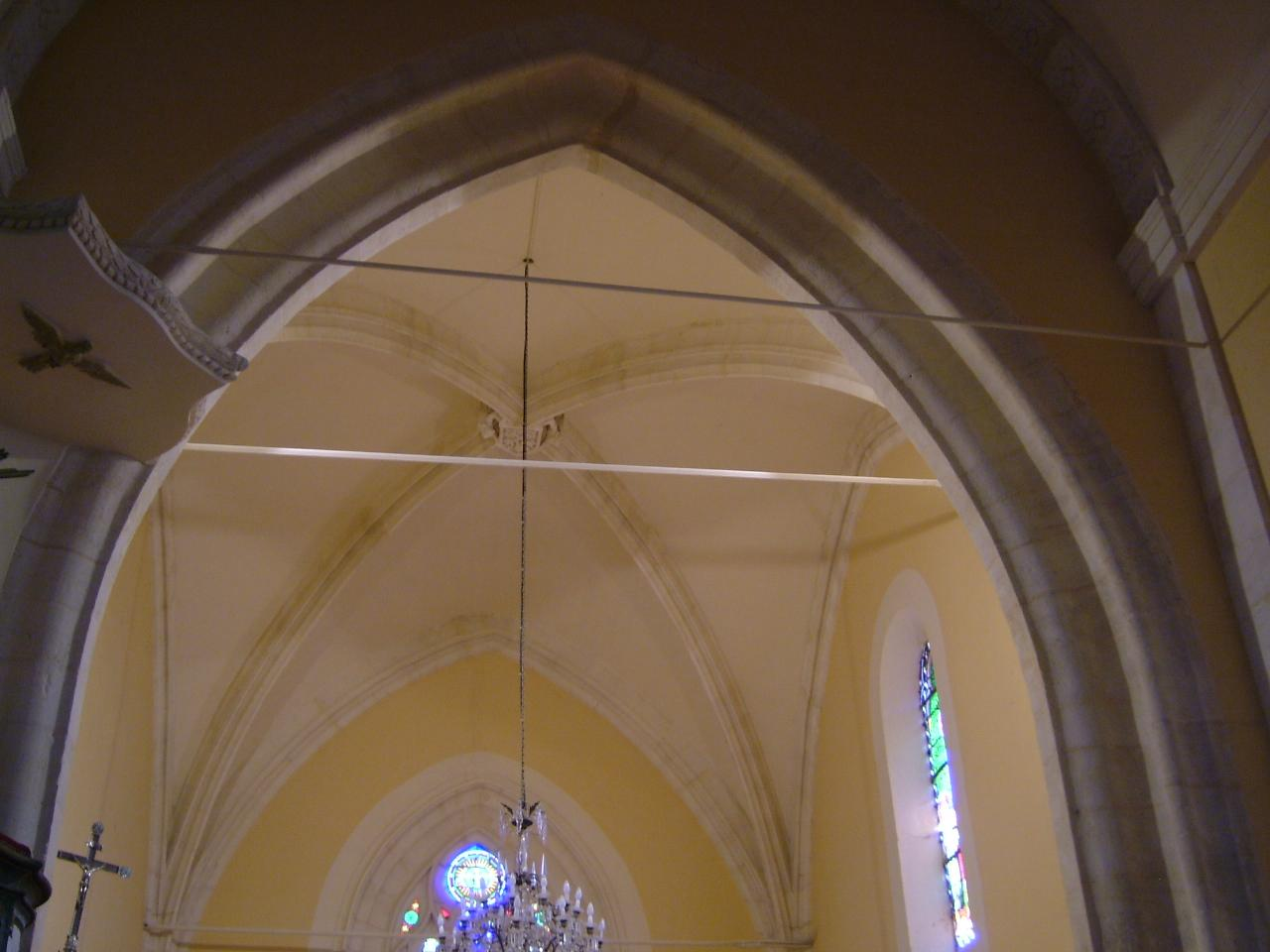
Croisée d'ogives dans le  chœur.
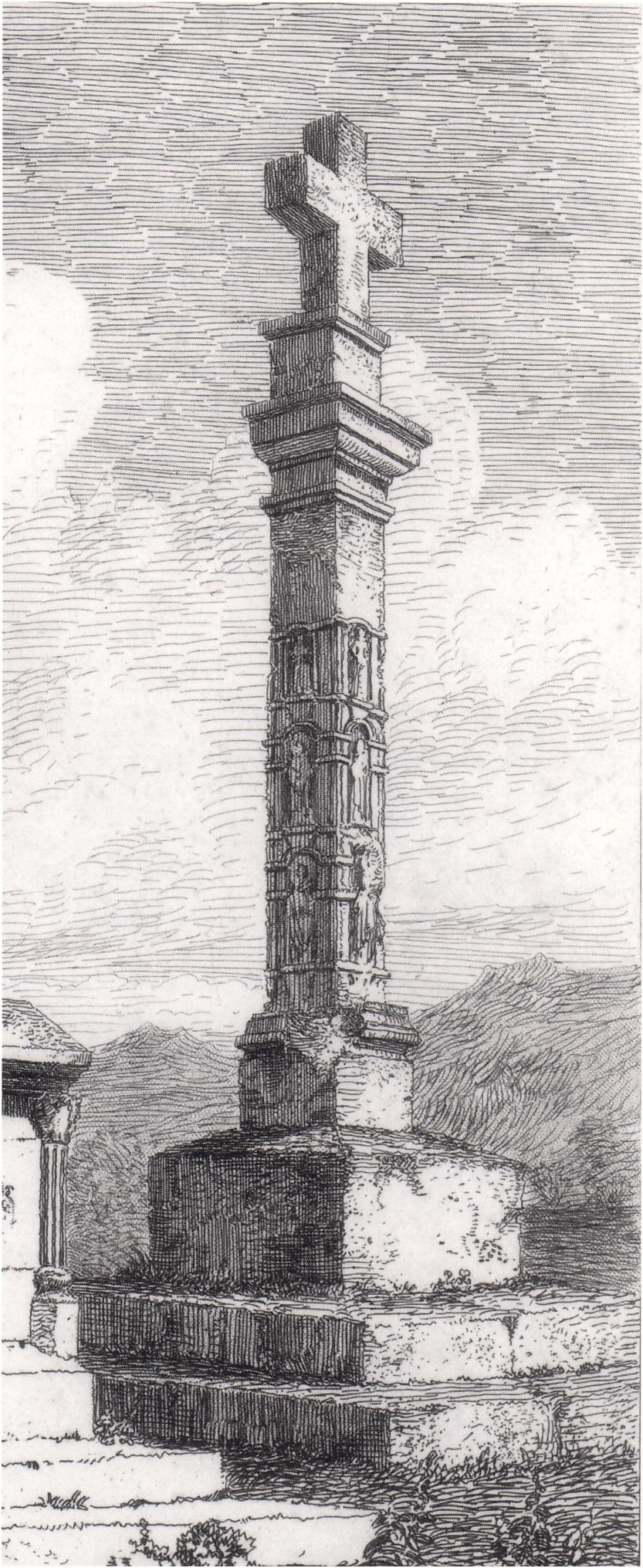
Croix du cimetière. Eau forte de Léo Drouyn (1857).